# Danielle Jones
Danielle Jones (1978) è una modella trinidadiana, vincitrice del concorso Miss Trinidad e Tobago nel 2004, ricevendo la corona dalla detentrice del titolo uscente, Faye Alibocas.
In seguito, ha rappresentato Trinidad e Tobago a Miss Universo 2004, a Quito il 1º giugno, dove oltre a classificarsi al quinto posto nella classifica finale del concorso di bellezza, ha anche ottenuto la fascia di Best National Costume.
In seguito, Danielle Jones ha abbandonato la carriera di modella per dedicarsi all'attività di curatrice e stilista di acconciature.